# Togyū Okumura
Togyū Okumura (奥村 土牛, Okumura Togyū), né le 18 février 1889 à Tokyo et mort le 25 septembre 1990, est un célèbre peintre moderne japonais du style nihonga d'aquarelle. Son nom de naissance est Yoshizō (義三). Le nom « Togyū » fait référence à un poème de son père qui dirige une maison d'édition.
Okumura est caractérisé par ses travaux qui atteignent une inhabituelle, exquise qualité de couleurs par l'application de pigment blanc gofun 100 ou 200 fois comme fond.

## Éléments biographiques
- 1889 Naît à Kyōbashi, Tokyo.
- 1900 Termine le shogakko (école élémentaire).
- 1926 Fait la rencontre de Gyoshū Hayami.
- 1959 Nommé directeur de l'institut japonais des beaux-arts.
- 1962 Décoré de l'Ordre de la Culture.
- 1978 Nommé directeur général de l'institut japonais des beaux-arts
- 1990 Meurt à l'âge de 101 ans.

## Œuvres principales
- 鳴門（1959, 128.5×160.5 cm）
- 鹿（1968,　114.7×145.0 cm）
- 醍醐（1972,　135.5×115.8 cm）
- 閑日（1974,　73.0×100.0 cm）
- 吉野（1977,　108.6×184.4 cm）
- 富士宮の富士（1982,　76.1×115.1 cm）
- 蠣（1984,　102.0×131.0 cm）
- 寅（1985,　16.2×49.5 cm）

## Livres et recueil de travaux
- スケッチそのをりをり（collection d'esquisses, 1917）
- 牛のあゆみ（autobiographie, 1974）

## Principales collections détenant des œuvres d'Okumura
- Musée mémorial Togyū Okumura (préfecture de Nagano)
- Musée d'art Yamatane